# Tyrannochthonius troglodytes
Tyrannochthonius troglodytes är en spindeldjursart som beskrevs av William B. Muchmore 1986. Tyrannochthonius troglodytes ingår i släktet Tyrannochthonius och familjen käkklokrypare. Inga underarter finns listade i Catalogue of Life.